# 변상벽
변상벽(卞相壁, ?~?)은 조선의 화가이다. 본관은 밀양, 자는 완보(完甫), 호는 화재(和齋)이다. 숙종 때 화원(畵員) 거쳐 현감(縣監)에 이르렀다. 1763년과 1773년 두 차례에 걸쳐 영조 어진(英祖御眞) 제작에 참여하였다. 닭과 고양이를 잘 그려 변묘(卞猫), 변계(卞鷄)라는 별명이 붙었으며, 초상화도 잘 그려 국수(國手)라는 칭호를 받았다. 조선 후기 사실주의 화법의 전개에 중요한 구실을 했으며, 사생풍 동물화의 발전에 크게 기여하였다. 작품으로 《추자도》, 《묘작도》 등이 있다.

## 그림 모음

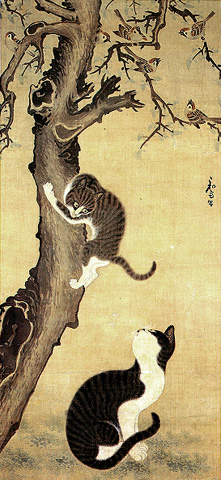
묘작도 猫雀圖
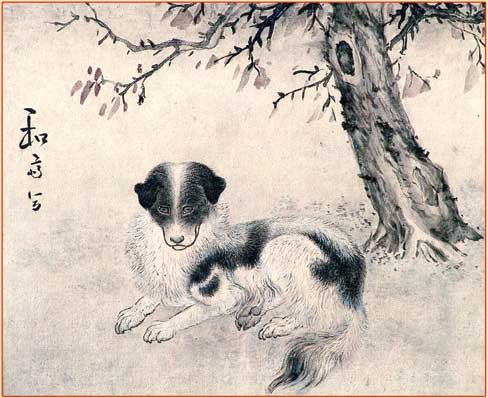
견도 犬圖
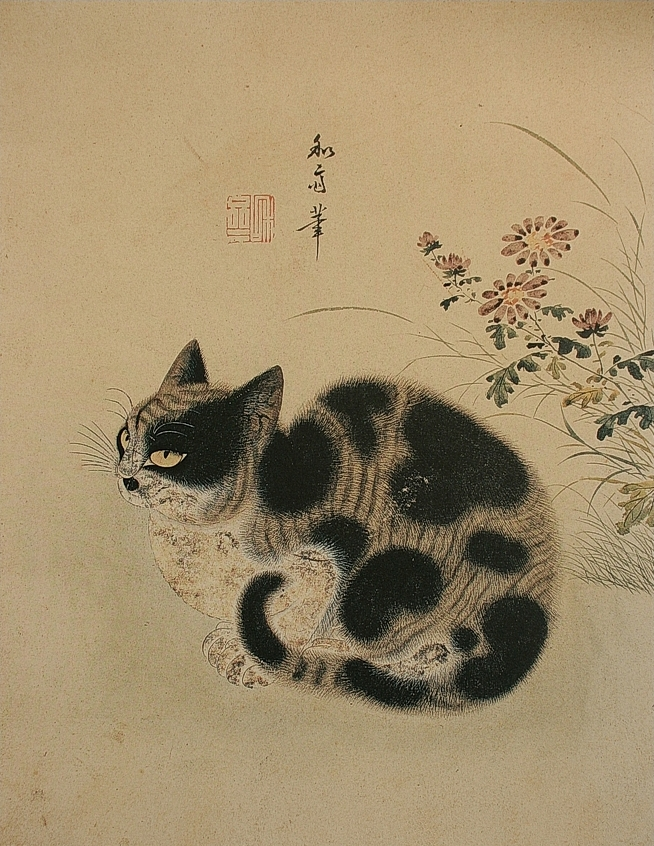
국정추묘 (菊庭秋猫, 국화 핀 뜰안의 가을 고양이)
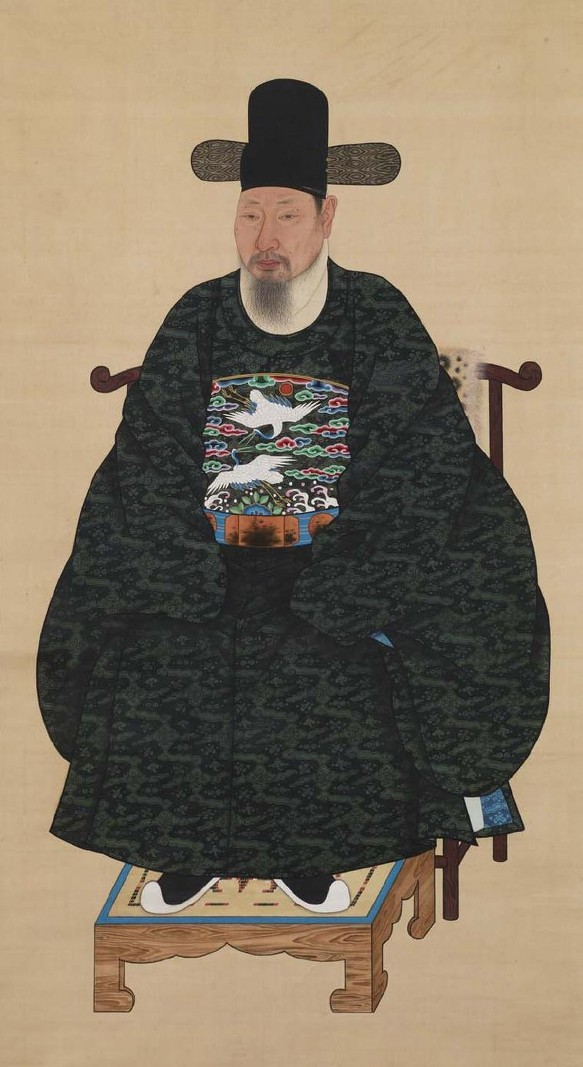
윤급 초상 (보물 제1496호)

## 같이 보기
- 한국화
- 한국의 화가 목록
- 한국의 미술

## 참고 문헌
- 英祖實錄, 槿域書畵徵, 韓國繪畵史(安輝濬, 一志社, 1980)